# Alexandre Papadiamándis
Pour les articles homonymes, voir Papadiamandis.
Alexandre Papadiamándis (grec moderne : Αλέξανδρος Παπαδιαμάντης), né le 4 avril 1851 à Skiathos, et mort dans son île natale le 3 janvier 1911, est un écrivain majeur du XIXe siècle en Grèce. 
Il est l'auteur de nombreuses nouvelles et de romans qui ont marqué profondément la littérature grecque, comme en témoignent les éloges prononcés par de nombreux écrivains, entre autres Constantin Cavafis, Odysséas Elýtis, et à l'étranger, Milan Kundera. Papadiamantis est considéré comme le fondateur des lettres modernes en Grèce[réf. nécessaire]. Grand lecteur des classiques, il estimait par-dessus tout Shakespeare.

## Biographie

### Enfance et scolarité
Papadiamantis est né en 1851 à Skiathos, île dont on retrouve la trace dans plusieurs de ses textes. Son père, Emmanuel Papa-Adamandios, était un pauvre prêtre orthodoxe sans toutefois en être réduit à « tirer le diable par la queue », et sa mère, Angélique, était née Moraïtidis. Alexandre était l'aîné de neuf enfants, deux garçons et trois filles, et trois autres qui moururent très jeunes. Il apprend à lire comme interne au monastère de l'Annonciation sur son île natale ; de 1856 à 1860, il fréquente l'école primaire de Skiathos, en compagnie de son cousin, Alexandre Moraïtidis (1850-1929), qui va suivre lui aussi une carrière littéraire. Durant toutes ces années, il accompagne son père à la messe, baignant dans l'atmosphère religieuse des chapelles ; dans la courte autobiographie qu'il a lui-même rédigée, il dit : « Tout jeune, je dessinais des saints. » Le 14 août 1860, il obtient son certificat d'études primaires avec la mention « passable. »
La même année, il entre à l'école de Skiathos où il reste deux ans, avant de terminer ce cycle d'études à l'école de Skopelos, en juillet 1866, avec la mention « très bien. »  À la rentrée scolaire de 1867, il est inscrit au lycée de Chalkis : « J'écrivais des vers et j'essayais de composer des comédies », dit-il.  Au cours de l'année 1868, après une querelle avec son professeur, il retourne à Skiathos. Cette année-là, dit-il, « j'ai entrepris d'écrire un roman. » Il poursuit ses études secondaires de manière irrégulière au Pirée, en raison de difficultés économiques, et fin janvier 1870, il est à nouveau de retour à Skiathos : « J'ai interrompu mes études, dit-il, et je suis resté dans ma patrie. »

### Études
En fait, remarque P. Moullas, « jusqu'à l'âge de trente ans, Papadiamandis poursuivit non sans peine des études interrompues et inachevées. »
En juillet 1872, il accomplit un pèlerinage au Mont Athos en compagnie de son ami Nicolas Dianelos, devenu moine sous le nom de Niphon. Il songe alors à entrer dans un couvent, et passe sept mois sur la Sainte-Montagne, visitant tous les monastères. Mais se considérant comme indigne de l'état de moine[réf. nécessaire], il renonce à la vocation religieuse, et de retour chez lui, annonce à sa mère : « Moi, je me ferai moine dans le monde ». 

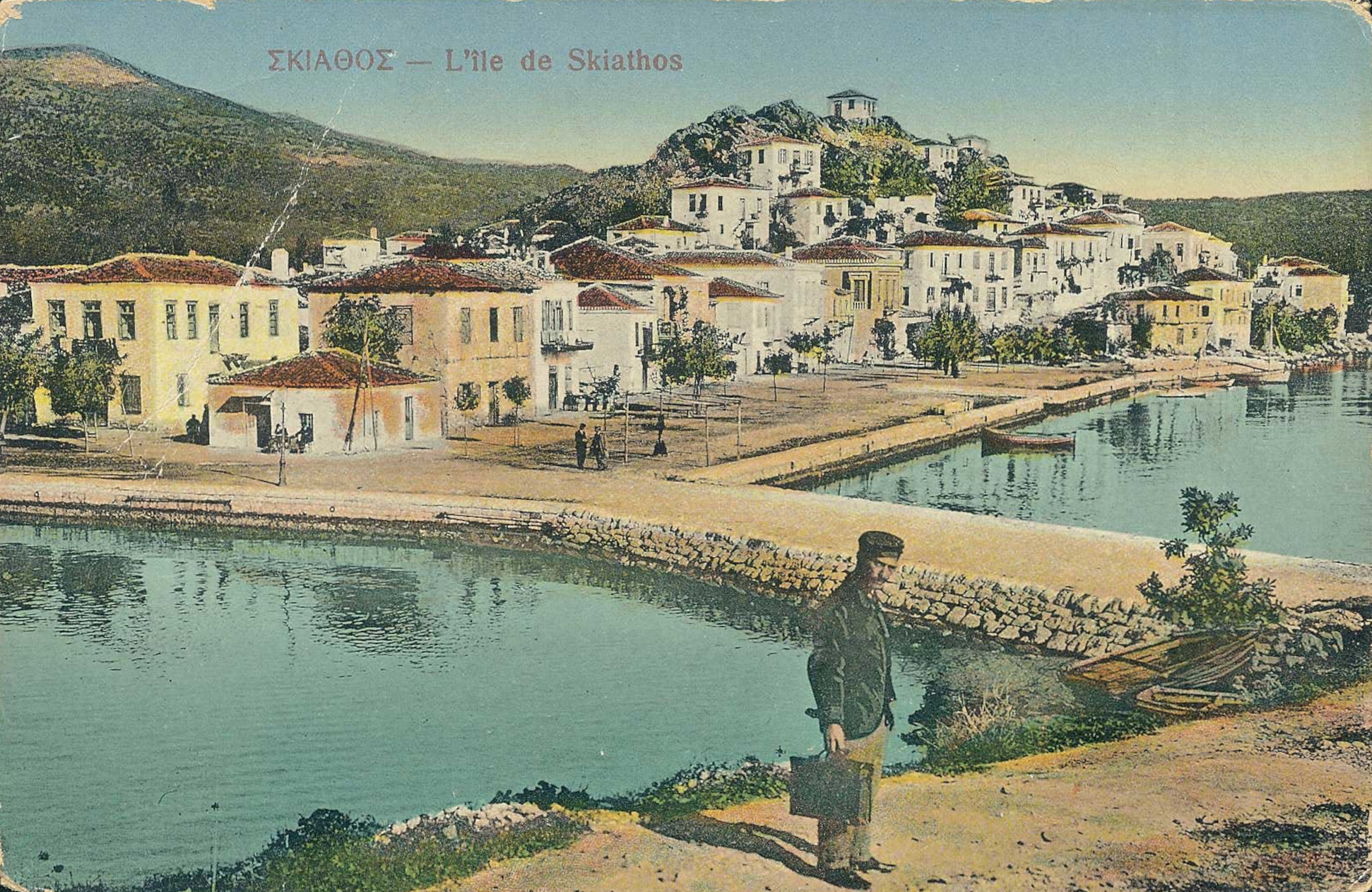
Skiathos vers 1920.

L'année suivante, il reprend ses études secondaires au lycée Varvakeion d'Athènes, et c'est seulement à l'âge de vingt-trois ans, en septembre 1874, qu'il obtient son diplôme de fin d'études secondaires. Après quoi, en octobre, il s'inscrit à la faculté de philosophie de l'université d'Athènes, mais il n'y suit que quelques cours qui l'intéressent, et ne sera jamais diplômé, : « Je choisissais de suivre certains cours de littérature, mais en privé, je m'intéressais aux langues étrangères. » En septembre 1875, il s'inscrit en deuxième année de littérature, mais ne termine pas ses études, en raison de sa santé chancelante et de l'état d'indigence dans lequel il vit[réf. nécessaire]. Qu'il n'ait pas obtenu son diplôme fut une source de grande tristesse pour sa famille et notamment pour son père qui espérait le voir revenir professeur, afin d'aider financièrement toute la famille.

### Écrivain et traducteur
Il étudie, en autodidacte, le français et l'anglais. Cependant, en 1881, il ne réussit pas les examens de professeur de français. Dans ces conditions, à trente ans, il est toujours sans le sou, et doit demander une aide financière à son père. Prétextant poursuivre ses études, il ne retourne pas à Skiathos, et vit pauvrement à Athènes, subsistant grâce à des traductions pour divers journaux et périodiques. Il exercera ce travail de traducteur de 1882 à 1905,. 

Alexandre Papadiamandis commence à écrire et publie trois romans, mais sous pseudonyme. Le premier, L'Émigrante, est publié en 1879, suivi par Trafiquants des Peuples en 1882 et La Fille des Bohémiens en 1884 (Trafiquants... paraît en feuilleton dans une revue satirique), et trois ans plus tard, en 1887, paraît sa première nouvelle. En 1905, il n'écrit plus que des nouvelles, à l'exception de traductions d'ouvrages historiques en anglais, pour son ami Y. Vlachoyannis.  

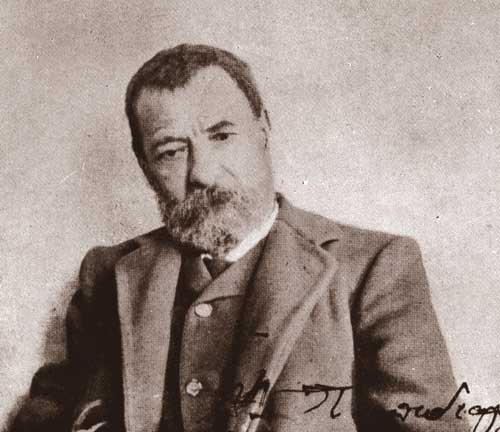
Alexandre Papadiamándis en 1908. En bas à droite, sa signature.

S'il connaît une certaine réussite littéraire, toute sa vie, il restera dans la pauvreté et les difficultés financières, accrues à partir de 1895, après la mort de son père, par la prise en charge d'un de ses frères (atteint de folie, il mourra en 1905) et de ses sœurs,. Il s'enfonce dans la misère, ne parvient pas à s'adapter à la vie à Athènes, devient bientôt alcoolique. Mais en même temps, ce grand croyant observe le petit peuple dans les cafés populaires, et fréquente assidûment les petites églises « où le vrai peuple va faire ses dévotions, ce peuple à la foi naïve comme la sienne, ce peuple dont il est », passant parfois nuits à psalmodier dans une chapelle.  
Entre 1902, il quitte Athènes pour Skiathos, où il vit auprès de sa famille, et retourne dans la capitale en 1904. En 1908, la Princesse Marie Bonaparte (l'épouse du Prince Georges de Grèce) organise une cérémonie pour célébrer les vingt-cinq de vie littéraire de Papadiamandis. Mais il refuse de se rendre à la soirée, et redistribue à des amis dans le besoin une partie de l'argent collecté à cette occasion et qu'on lui a apporté.  
En avril 1908, Papadiamándis retourne à Skiathos — réalisant ainsi un rêve qu'il caressait depuis longtemps à Athènes. Il y meurt après trois ans passées dans la pauvreté, à l'âge de soixante ans, le 3 janvier 1911, sans doute des suites d'une pleurésie.  

## La religion orthodoxe
Alexandre Papadiamándis était profondément croyant, et très marqué l'Église orthodoxe. À une époque où la Grèce s'ouvre à l'Europe, où s'impose le démotique (la langue populaire), il reste fidèle à la tradition de son Église, opposé à l'innovation et résolument tourné vers Byzance. Il affirme clairement son attachement, dans Chantre pascal : « L'hellénisme encore esclave, comme d'ailleurs l'hellénisme libre, a et aura toujours besoin de sa religion. Pour moi, tant que je vivrai, que je respirerai, que je penserai, je ne cesserai jamais, surtout en ces jours éminents [des grandes fêtes orthodoxes] de célébrer mon Christ avec adoration, de décrire la nature avec amour et de dépeindre avec tendresse les pures mœurs grecques. »
Pour Olivier Clément, « Papadiamandis (...) exprime dans ses nouvelles et ses romans le meilleur de la spiritualité monastique et populaire et comme un usage liturgique de l'existence jusque dans les gestes les plus simples et par les êtres les plus incongrus. »

## Œuvre
Alexandre Papadiamándis est à la fois un romancier et un conteur, mais aussi un traducteur. Octave Merlier estime que ce travail de traduction représente quelque 14 500 pages, dues à une centaine d'auteurs: traductions de nombreux livres , souvent publiés en feuilleton, ainsi que de plus de quatre-vingt nouvelles et articles. Il a en fait traduit une centaine d'auteurs étrangers, et il a aussi écrit un certain nombre de poèmes, ainsi que plusieurs articles et études (en particulier sur la musique byzantine et sur les Ménées). Il est cependant difficile de répertorier tous ces textes, car Papadiamandis n'a de loin pas toujours signé ses articles. 
Outre trois romans (que la critique considère relevant du genre historique), il écrira surtout des nouvelles (un peu mois de deux cents), publiées dans des journaux et des revues, mais qui, du vivant de leur auteur, ne seront jamais réunies en volume. Douze de ces œuvres sont relativement longues (de 40 à 150 pages); à côté d'elles, on a recensé 175 plus courtes, comptant de trois à quinze pages — trente d'entre elles se déroulant dans des quartiers populaires d'Athènes, les autres dans les Sporades, et notamment Skiathos. Un très grand nombre de ces nouvelles sont, pour Octave Merlier « de véritables chefs-d'œuvre ». De son côté, P. Moullas voit dans ces textes  de Papadiamandis moins des nouvelles que des reportages et des souvenirs de son île, habités par une poésie qui en fait l'essentiel de leur charme. 
Son chef-d'œuvre est son roman de 1903 est Η Φόνισσα  (i Phónissa), titre traduit par L'infanticide ou La tueuse ou encore Les petites filles et la mort, qui conte l'histoire d'une femme marquée par un mysticisme dévoyée qui tue des enfants.

## Romans et nouvelles

### En grec
- Tα Άπαντα του Α. Παπαδιαμάντη, (« Les œuvres complètes de A. Papadiamantis »), φιλολογική επιμέλεια Γ. Βαλέτα, Αθήνα, 5 vol , 1955.
- Αλέξανδρος Παπαδιαμάντης, Άπαντα (« Œuvres complètes »). Κριτική έκδοση Ν.Δ. Τριανταφυλλόπουλος, Αθήνα, Εκδόσεις Δόμος, 5 vol., 1981-1988
- Άπαντα Παπαδιαμάντη, Αθήνα (« Œuvres complètes »), Το Βήμα βιβλιοθήκη, Εκδόσεις Δόμος και Δημοσιογραφικός Οργανισμός Λαμπράκη, 15 vol., 2011
- Α. Παπαδιαμάντη Γράμματα (« Lettres de A. Papadiamantis »), introduction par Octave Merlier en français et en grec, Athènes, 1934.
- Α. Παπαδιαμάντης Αυτοβιογραφούμενος (« Autobiographie »), Ερμής, 1974.

### Traductions en français
- Un rêve sur les flots, suivi de L'Amour dans les neiges. Contes néo-grecs, trad. par Jean Dargos, précédé d'un étude du traducteur sur A. Pappadiamandi (sic), Paris - Athènes, Éd. du Monde Hellénique, 1908, xxiv,  p. [  [lire en ligne (page consultée le 26 décembre 2022)]
- Skiathos île grecque. Nouvelles (trad. du grec et préfacées par Octave Merlier), Paris, Les Belles Lettres, coll. « Institut Néo-Hellénique », 320 p. (présentation en ligne)
- Autour de la lagune et autres nouvelles, trad. du grec par Octave Merlier, Athènes, Centre d'études d'Asie mineure, 1965, 250 p. [lire en ligne (page consultée le 26 décembre 2022)]  ;
- Les Petites Filles et la Mort (récit), trad. par Michel Saulnier, Paris, François Maspero éditeur, 1976 ; réédition, Arles, éditions Actes Sud, coll. « Babel » no 157, 1995, 189 p.  (ISBN 978-2-742-74387-2)
- La Désensorceleuse, suivie de Les Sorcières (nouvelles), trad. par Roselyne Majesté-Larrouy, Saint-Nazaire, Arcane 17, 1983, rééd. 2014, 37 p.  (ISBN 978-2-903-94506-0)
- L'Amour dans la neige (nouvelles), trad. par René Bouchet, Paris, Hatier, coll. « Confluences », 1993, 217 p.  (ISBN 978-2-218-05842-4)
- La Fille de Bohême (roman), trad. par Karin Coressis, Arles, éditions Actes Sud, 1996, 410 p.  (ISBN 978-2-742-70536-8)
- Autour de la lagune et autres nouvelles (trad. du grec par René Bouchet), Genève, Zoé, 2005, 260 p. (ISBN 978-2-881-82537-8)Titre identique à la traduction ci-dessus de Merlier, 1965, mais avec un choix différent de textes.
- L'Île d'Ouranitsa (nouvelles), trad. par René Bouchet, Paris, Cambourakis, coll. « Littérature », 2013, 176 p.  (ISBN 978-2-366-24044-3)
- Rêverie du quinze-août (nouvelles), trad. par René Bouchet, Paris, Cambourakis, coll. « Littérature », 2014, 144 p.  (ISBN 978-2-366-24092-4)
- Une femme à la mer et autres nouvelles, trad. par René Bouchet, Athènes, Aiora Press, 2015, 120 p.  (ISBN 978-6-185-04834-1)
- Gardien au lazaret ; Les Rivages couleur de rose (nouvelles), traduit du grec par René Bouchet, Dijon, Éd. universitaires de Dijon, 2013, 161 p. ; réédition sous le titre Gardien au lazaret, Paris, Cambourakis, 2025, 160 p.  (ISBN 978-2-386-69030-3)

### Adaptation cinématographique
- La Meurtrière (Η Φόνισσα (I Fonissa)), film réalisé par Costas Ferris en 1974. Œuvre primée au Festival du cinéma grec de Thessalonique 1974.